# Konabéré jezik
Konabéré jezik (crni bobo, bobo, bobo fi, bobo fign, bobo fing, sjeverni bobo madare; ISO 639-3: bbo), nigersko-kongoanski jezik skupine mande, kojim govori oko 60 000 ljudi u Burkini Faso i Maliju. 35 000 govornika (1995 SIL) živi u Burkini Faso u provinciji Banwa s glavnim središtem u Tansilli. U Maliju se govori oko Bure i Mafunea.
Konabéré se naziva i sjeverni bobo madare, a narod koji govori ovim jezikom sebe naziva Konakuma. Narod Bambara zove ih Bobo Fing ili Crni Bobo, što je i još jedan naziv za jezik. Postoji nekoliko dijalekata: yaba, sankuma (sarokama), jèrè, tankri, kure i kukoma (koma). U upotrebi su i jula [dyu] u svakodnevnom životu i francuski [fra] u školstvu.

## Vanjske poveznice
- Ethnologue (14th)
- Ethnologue (15th)